# Massimo Cavezzali
Massimo Cavezzali (Ravenna, 11 febbraio 1950 – Firenze, 10 maggio 2023) è stato un fumettista italiano.
Fra i suoi fumetti più noti si ricordano Ava, Kika e la biografia a fumetti di Vasco Rossi.

## Biografia
Nato a Ravenna nel 1950, si trasferì sin da giovane a Firenze. Iniziò a pubblicare fumetti sulla rivista Il mago, continuando poi a pubblicare storie e strisce apparse, negli anni ottanta e anni novanta, sulle più svariate pubblicazioni: da riviste di fumetti quali Il Grifo, Comix e Lupo Alberto a giornali di attualità come Tutto e Musica, inserto settimanale de La Repubblica, per il quale ha realizzato ritratti-caricatura di cantanti famosi. Assieme ad altri giovani autori dell'epoca, inoltre, tra la fine degli anni ottanta ed i primi  anni novanta pubblicò i suoi fumetti in riviste specializzate quali Hey Rock (editore Coniglio) sulla quale vengono pubblicate le omonime strisce, Animal Comic e Cuori Solitari (ACME editore) ed altre. Recentemente è inoltre stato pubblicato, sempre per l'editore Coniglio, Ogni volta che sono Vasco, volume monografico che racconta una versione ironica della biografia del celebre cantante Rock Vasco Rossi.
Un personaggio ricorrente nei fumetti di Cavezzali era lo stereotipo dell'omino con il nasone e gli occhi grandi e spalancati, a nascondere quasi del tutto la fronte: un cliché che ricorreva in molte opere di Cavezzali, dai protagonisti dei suoi scanzonati fumetti su Dio ai personaggi secondari di Ava. 
Cavezzali aveva inoltre all'attivo molte vignette, illustrazioni e storie brevi pubblicate sulle riviste più disparate, oltre ad un ciclo di storie ed illustrazioni che vedevano protagonisti Ava e Palmiro, il paperotto creato da Sauro Ciantini, collega ed amico di Cavezzali, apparse sulla rivista Comix. Molte storie di Cavezzali, soprattutto del periodo più recente, furono inoltre realizzate in collaborazione con il fumettista James Hogg.

Nel 2007, sempre in collaborazione con Sauro Ciantini, pubblicò il romanzo giallo Una busta per Grace, presso la Neftasia Editore di Pesaro.
A Lucca Comix, edizione 2019, la casa editrice CUT UP, pubblicò un libro cartonato di Ava che raccoglieva la storia completa uscita su Lupo Alberto, più molte vignette inedite.
A Marina di Pietrasanta, dall'11 maggio al 9 giugno 2019, per la Mostra "Leonardo 500", fu esposta una vignetta su Leonardo da Vinci.

## Opere
- Ava, che narra le avventure bizzarre e surreali di una sexy papera in giro per il mondo
- Kika, strisce con protagonisti due gatti (Kit e Kat) e due ragazzi (T-boy e Kika, appunto) alle prese con i personaggi e le situazioni più strampalate
- DIO S.p.a., con protagonista una scanzonata versione a fumetti di Dio, rappresentato come un vecchio dalla barba bianca ed un unico occhio racchiuso in un triangolo
- Vasco, strisce con protagonista Vasco Rossi, successivamente raccolte nel volume monografico Ogni volta che sono Vasco. Cavezzali ha inoltre disegnato delle versioni umoristiche delle biografie di molti cantanti di musica Pop-Rock, da Madonna a Simon Le Bon, apparse su Hey Rock
- Le Dolline, che raccontano i guai quotidiani di varie ragazze alle prese con l'amore, i genitori, ecc.
- Le guide mitiche, consigli ironici per adolescenti, su come affrontare la scuola, i primi amori etc.